# Acmadenia wittebergensis
Acmadenia wittebergensis là một loài thực vật có hoa trong họ Cửu lý hương. Loài này được (Compton) I.Williams mô tả khoa học đầu tiên năm 1979.